# Ewa Kopacz
Ewa Bożena Kopacz (született Ewa Bożena Lis, Skaryszew, 1956. december 3. –) lengyel politikus, 2007–2011 között egészségügyi miniszter, 2011–2014-ig a Szejm elnöke, 2014. szeptember 22. és 2015. november 16. között Lengyelország miniszterelnöke.